# Atrichopogon costatus
Atrichopogon costatus är en tvåvingeart som beskrevs av Liu , Yan, Liu, Hao, Liu och Yu 2001. Atrichopogon costatus ingår i släktet Atrichopogon och familjen svidknott.
Artens utbredningsområde är Hebei (Kina). Inga underarter finns listade i Catalogue of Life.